# Купа на дружбата
„Купа на дружбата“ е футболен турнир, провеждан в Техеран, столицата на Иран.
Участват националните отбори на Иран, Турция, СССР, Пакистан и Ирак. За пръв път се провежда от 5 до 14 март 1969 г. Пълно превъзходство имат съветските футболисти.

## Класиране
1969 година
- 1. СССР, 2. Иран, 3. Турция, 4. Пакистан, 5. Ирак

1970 година
(СССР не участва)
- 1. Иран, 2. Турция, 3. Пакистан